# Lista över fornlämningar i Eskilstuna kommun (Barva)
Lista över fornlämningar i Eskilstuna kommun (Barva) är en förteckning av ett urval av de fornlämningar som finns i Barva i Eskilstuna kommun.
| Namn                            | Lämningstyp             | Tillkomsttid | Historisk indelning | Plats       | Läge                 | ID-nr          | Bild                                      |
| ------------------------------- | ----------------------- | ------------ | ------------------- | ----------- | -------------------- | -------------- | ----------------------------------------- |
| Barva 1:1                       | Röse                    |              | Barva, Södermanland |             | 59.370405, 16.824643 | 10030800010001 | Ladda upp en bild av detta fornminne      |
| Barva 2:1                       | Röse                    |              | Barva, Södermanland |             | 59.376948, 16.822276 | 10030800020001 | Ladda upp en bild av detta fornminne      |
| Barva 3:1                       | Röse                    |              | Barva, Södermanland |             | 59.378144, 16.815650 | 10030800030001 | Ladda upp en bild av detta fornminne      |
| Barva 3:2                       | Röse                    |              | Barva, Södermanland |             | 59.378031, 16.815813 | 10030800030002 | Ladda upp en bild av detta fornminne      |
| Barva 4:1                       | Röse                    |              | Barva, Södermanland |             | 59.371398, 16.819260 | 10030800040001 | Ladda upp en bild av detta fornminne      |
| Barva 5:1                       | Stensättning            |              | Barva, Södermanland |             | 59.371852, 16.818776 | 10030800050001 | Ladda upp en bild av detta fornminne      |
| Barva 6:1                       | Gravfält                |              | Barva, Södermanland |             | 59.369899, 16.821214 | 10030800060001 | Ladda upp en bild av detta fornminne      |
| Barva 7:1                       | Röse                    |              | Barva, Södermanland |             | 59.368043, 16.820269 | 10030800070001 | Ladda upp en bild av detta fornminne      |
| Barva 8:1                       | Röse                    |              | Barva, Södermanland |             | 59.364939, 16.816861 | 10030800080001 | Ladda upp en bild av detta fornminne      |
| Barva 9:1                       | Gravfält                |              | Barva, Södermanland |             | 59.364070, 16.818440 | 10030800090001 | Ladda upp en bild av detta fornminne      |
| Barva 10:1                      | Grav- och boplatsområde |              | Barva, Södermanland |             | 59.362717, 16.817709 | 10030800100001 | Ladda upp en bild av detta fornminne      |
| Barva 11:1                      | Grav- och boplatsområde |              | Barva, Södermanland |             | 59.368499, 16.822302 | 10030800110001 | Ladda upp en bild av detta fornminne      |
| Barva 12:1                      | Gravfält                |              | Barva, Södermanland |             | 59.357811, 16.821064 | 10030800120001 | Ladda upp en bild av detta fornminne      |
| Barva 13:1                      | Röse                    |              | Barva, Södermanland |             | 59.356641, 16.825002 | 10030800130001 | Ladda upp en bild av detta fornminne      |
| Barva 13:2                      | Stensättning            |              | Barva, Södermanland |             | 59.356709, 16.824776 | 10030800130002 | Ladda upp en bild av detta fornminne      |
| Barva 14:1                      | Fornborg                |              | Barva, Södermanland |             | 59.356106, 16.823894 | 10030800140001 | Ladda upp en bild av detta fornminne      |
| Barva 14:3                      | Stensättning            |              | Barva, Södermanland |             | 59.356228, 16.823890 | 10030800140003 | Ladda upp en bild av detta fornminne      |
| Barva 14:4                      | Stensättning            |              | Barva, Södermanland |             | 59.356126, 16.824045 | 10030800140004 | Ladda upp en bild av detta fornminne      |
| Barva 15:1                      | Stensättning            |              | Barva, Södermanland |             | 59.358147, 16.822018 | 10030800150001 | Ladda upp en bild av detta fornminne      |
| Barva 16:1                      | Gravfält                |              | Barva, Södermanland |             | 59.375780, 16.801520 | 10030800160001 | Ladda upp en bild av detta fornminne      |
| Barva 17:1                      | Stensättning            |              | Barva, Södermanland |             | 59.377871, 16.794081 | 10030800170001 | Ladda upp en bild av detta fornminne      |
| Barva 20:1                      | Röse                    |              | Barva, Södermanland |             | 59.377597, 16.808717 | 10030800200001 | Ladda upp en bild av detta fornminne      |
| Barva 20:2                      | Stensättning            |              | Barva, Södermanland |             | 59.377381, 16.808394 | 10030800200002 | Ladda upp en bild av detta fornminne      |
| Barva 23:1                      | Stensättning            |              | Barva, Södermanland |             | 59.373767, 16.803119 | 10030800230001 | Ladda upp en bild av detta fornminne      |
| Barva 23:2                      | Stensättning            |              | Barva, Södermanland |             | 59.373733, 16.803534 | 10030800230002 | Ladda upp en bild av detta fornminne      |
| Barva 27:1                      | Stensättning            |              | Barva, Södermanland |             | 59.368463, 16.810162 | 10030800270001 | Ladda upp en bild av detta fornminne      |
| Barva 28:1                      | Stensättning            |              | Barva, Södermanland |             | 59.359463, 16.815555 | 10030800280001 | Ladda upp en bild av detta fornminne      |
| Barva 29:1                      | Stensättning            |              | Barva, Södermanland |             | 59.361238, 16.799777 | 10030800290001 | Ladda upp en bild av detta fornminne      |
| Barva 30:1                      | Röse                    |              | Barva, Södermanland |             | 59.363436, 16.796855 | 10030800300001 | Ladda upp en bild av detta fornminne      |
| Barva 31:1                      | Stensättning            |              | Barva, Södermanland |             | 59.362603, 16.798057 | 10030800310001 | Ladda upp en bild av detta fornminne      |
| Barva 32:1                      | Stensättning            |              | Barva, Södermanland |             | 59.373097, 16.799001 | 10030800320001 | Ladda upp en bild av detta fornminne      |
| Barva 33:1                      | Stensättning            |              | Barva, Södermanland |             | 59.375331, 16.795272 | 10030800330001 | Ladda upp en bild av detta fornminne      |
| Barva 34:1                      | Gravfält                |              | Barva, Södermanland |             | 59.373606, 16.790812 | 10030800340001 | Ladda upp en bild av detta fornminne      |
| Barva 35:1                      | Gravfält                |              | Barva, Södermanland |             | 59.373422, 16.787914 | 10030800350001 | Ladda upp en bild av detta fornminne      |
| Barva 36:1                      | Gravfält                |              | Barva, Södermanland |             | 59.375558, 16.792042 | 10030800360001 | Ladda upp en bild av detta fornminne      |
| Barva 37:1                      | Gravfält                |              | Barva, Södermanland |             | 59.364741, 16.784112 | 10030800370001 | Ladda upp en bild av detta fornminne      |
| Barva 38:1                      | Gravfält                |              | Barva, Södermanland |             | 59.365061, 16.784260 | 10030800380001 | Ladda upp en bild av detta fornminne      |
| Barva 39:1                      | Gravfält                |              | Barva, Södermanland |             | 59.365174, 16.785629 | 10030800390001 | Ladda upp en bild av detta fornminne      |
| Barva 40:1                      | Gravfält                |              | Barva, Södermanland |             | 59.367650, 16.787162 | 10030800400001 | Ladda upp en bild av detta fornminne      |
| Barva 41:1                      | Gravfält                |              | Barva, Södermanland |             | 59.369548, 16.788146 | 10030800410001 | Ladda upp en bild av detta fornminne      |
| Barva 42:1                      | Stensättning            |              | Barva, Södermanland |             | 59.361687, 16.794479 | 10030800420001 | Ladda upp en bild av detta fornminne      |
| Barva 42:2                      | Stensättning            |              | Barva, Södermanland |             | 59.361790, 16.794179 | 10030800420002 | Ladda upp en bild av detta fornminne      |
| Barva 43:1                      | Röse                    |              | Barva, Södermanland |             | 59.359870, 16.789884 | 10030800430001 | Ladda upp en bild av detta fornminne      |
| Barva 44:1                      | Stensättning            |              | Barva, Södermanland |             | 59.361597, 16.783188 | 10030800440001 | Ladda upp en bild av detta fornminne      |
| Barva 44:2                      | Stensättning            |              | Barva, Södermanland |             | 59.361428, 16.783184 | 10030800440002 | Ladda upp en bild av detta fornminne      |
| Barva 44:3                      | Stensättning            |              | Barva, Södermanland |             | 59.361314, 16.783090 | 10030800440003 | Ladda upp en bild av detta fornminne      |
| Barva 45:1                      | Gravfält                |              | Barva, Södermanland |             | 59.363216, 16.784533 | 10030800450001 | Ladda upp en bild av detta fornminne      |
| Gullberget (Barva 48:1)         | Röse                    |              | Barva, Södermanland |             | 59.366158, 16.778924 | 10030800480001 | Ladda upp en bild av detta fornminne      |
| Barva 48:4                      | Stensättning            |              | Barva, Södermanland |             | 59.366644, 16.779443 | 10030800480004 | Ladda upp en bild av detta fornminne      |
| Barva 49:1                      | Gravfält                |              | Barva, Södermanland |             | 59.373038, 16.782854 | 10030800490001 | Ladda upp en bild av detta fornminne      |
| Barva 50:1                      | Gravfält                |              | Barva, Södermanland |             | 59.372813, 16.783802 | 10030800500001 | Ladda upp en bild av detta fornminne      |
| Barva 52:1                      | Stensättning            |              | Barva, Södermanland |             | 59.367648, 16.819686 | 10030800520001 | Ladda upp en bild av detta fornminne      |
| Barva rör (Barva 53:1)          | Gravfält                |              | Barva, Södermanland |             | 59.377732, 16.791330 | 10030800530001 | Ladda upp en bild av detta fornminne      |
| Barva 54:1                      | Gravfält                |              | Barva, Södermanland |             | 59.377474, 16.790134 | 10030800540001 | Ladda upp en bild av detta fornminne      |
| Barva 55:1                      | Gravfält                |              | Barva, Södermanland |             | 59.377037, 16.789983 | 10030800550001 | Ladda upp en bild av detta fornminne      |
| Barva 56:1                      | Gravfält                |              | Barva, Södermanland |             | 59.377507, 16.787566 | 10030800560001 | Ladda upp en bild av detta fornminne      |
| Barva 57:1                      | Röse                    |              | Barva, Södermanland |             | 59.377566, 16.783825 | 10030800570001 | Ladda upp en bild av detta fornminne      |
| Barva 57:2                      | Stensättning            |              | Barva, Södermanland |             | 59.377677, 16.783377 | 10030800570002 | Ladda upp en bild av detta fornminne      |
| Barva 58:1                      | Stensättning            |              | Barva, Södermanland |             | 59.375841, 16.778339 | 10030800580001 | Ladda upp en bild av detta fornminne      |
| Barva 59:1                      | Gravfält                |              | Barva, Södermanland |             | 59.375269, 16.778603 | 10030800590001 | Ladda upp en bild av detta fornminne      |
| Barva 60:1                      | Stensättning            |              | Barva, Södermanland |             | 59.375829, 16.775672 | 10030800600001 | Ladda upp en bild av detta fornminne      |
| Barva 60:2                      | Stensättning            |              | Barva, Södermanland |             | 59.375748, 16.775635 | 10030800600002 | Ladda upp en bild av detta fornminne      |
| Barva 61:1                      | Gravfält                |              | Barva, Södermanland |             | 59.376818, 16.775842 | 10030800610001 | Ladda upp en bild av detta fornminne      |
| Barva 62:1                      | Gravfält                |              | Barva, Södermanland |             | 59.377111, 16.773957 | 10030800620001 | Ladda upp en bild av detta fornminne      |
| Barva 64:1                      | Gravfält                |              | Barva, Södermanland |             | 59.376797, 16.778948 | 10030800640001 | Ladda upp en bild av detta fornminne      |
| Barva 65:1                      | Gravfält                |              | Barva, Södermanland |             | 59.377532, 16.777482 | 10030800650001 | Ladda upp en bild av detta fornminne      |
| Barva 66:1                      | Gravfält                |              | Barva, Södermanland |             | 59.378286, 16.780094 | 10030800660001 | Ladda upp en bild av detta fornminne      |
| Barva 69:1                      | Stensättning            |              | Barva, Södermanland |             | 59.367224, 16.771887 | 10030800690001 | Ladda upp en bild av detta fornminne      |
| Barva 69:2                      | Stensättning            |              | Barva, Södermanland |             | 59.367301, 16.771566 | 10030800690002 | Ladda upp en bild av detta fornminne      |
| Barva 70:1                      | Gravfält                |              | Barva, Södermanland |             | 59.368428, 16.764652 | 10030800700001 | Ladda upp en bild av detta fornminne      |
| Barva 75:1                      | Grav- och boplatsområde |              | Barva, Södermanland |             | 59.376259, 16.771409 | 10030800750001 | Ladda upp en bild av detta fornminne      |
| Barva 76:1                      | Gravfält                |              | Barva, Södermanland |             | 59.376635, 16.765781 | 10030800760001 | Ladda upp en bild av detta fornminne      |
| Barva 77:1                      | Stensättning            |              | Barva, Södermanland |             | 59.377385, 16.762324 | 10030800770001 | Ladda upp en bild av detta fornminne      |
| Barva 78:1                      | Gravfält                |              | Barva, Södermanland |             | 59.375077, 16.767703 | 10030800780001 | Ladda upp en bild av detta fornminne      |
| Vinnsberg (Barva 79:1)          | Fornborg                |              | Barva, Södermanland |             | 59.373020, 16.763607 | 10030800790001 | Ladda upp en bild av detta fornminne      |
| Barva 81:1                      | Gravfält                |              | Barva, Södermanland |             | 59.371349, 16.770592 | 10030800810001 | Ladda upp en bild av detta fornminne      |
| Barva 89:1                      | Röse                    |              | Barva, Södermanland |             | 59.357221, 16.815011 | 10030800890001 | Ladda upp en bild av detta fornminne      |
| Barva 89:2                      | Röse                    |              | Barva, Södermanland |             | 59.357058, 16.815067 | 10030800890002 | Ladda upp en bild av detta fornminne      |
| Barva 92:1                      | Röse                    |              | Barva, Södermanland |             | 59.274022, 16.820537 | 10030800920001 | Ladda upp en bild av detta fornminne      |
| Barva 92:2                      | Stensättning            |              | Barva, Södermanland |             | 59.274162, 16.820673 | 10030800920002 | Ladda upp en bild av detta fornminne      |
| Barva 99:1                      | Gravfält                |              | Barva, Södermanland |             | 59.360261, 16.816580 | 10030800990001 | Ladda upp en bild av detta fornminne      |
| Barva 107:1                     | Hällristning            |              | Barva, Södermanland |             | 59.365350, 16.785063 | 10030801070001 | Ladda upp en bild av detta fornminne      |
| Barva 110:1                     | Hällristning            |              | Barva, Södermanland |             | 59.368856, 16.787079 | 10030801100001 | Ladda upp en bild av detta fornminne      |
| Barva 110:2                     | Hällristning            |              | Barva, Södermanland |             | 59.368520, 16.786725 | 10030801100002 | Ladda upp en bild av detta fornminne      |
| Barva 111:1                     | Hällristning            |              | Barva, Södermanland |             | 59.367984, 16.787132 | 10030801110001 | Ladda upp en bild av detta fornminne      |
| Barva 112:1                     | Hällristning            |              | Barva, Södermanland |             | 59.369710, 16.787634 | 10030801120001 | Ladda upp en bild av detta fornminne      |
| Mosstorp (Barva 115:1)          | Lägenhetsbebyggelse     |              | Barva, Södermanland |             | 59.373221, 16.743052 | 10030801150001 | Ladda upp en bild av detta fornminne      |
| Lilla Grindhammar (Barva 116:1) | Lägenhetsbebyggelse     |              | Barva, Södermanland |             | 59.372044, 16.750013 | 10030801160001 | Ladda upp en bild av detta fornminne      |
| Barva 120:1                     | Lägenhetsbebyggelse     |              | Barva, Södermanland |             | 59.378557, 16.769373 | 10030801200001 | Ladda upp en bild av detta fornminne      |
| Barva 132:1                     | Lägenhetsbebyggelse     |              | Barva, Södermanland |             | 59.381061, 16.773029 | 10030801320001 | Ladda upp en bild av detta fornminne      |
| Barva 134:2                     | Stensättning            |              | Barva, Södermanland |             | 59.379985, 16.773099 | 10030801340002 | Ladda upp en bild av detta fornminne      |
| Barva 137:1                     | Stensättning            |              | Barva, Södermanland |             | 59.377274, 16.801012 | 10030801370001 | Ladda upp en bild av detta fornminne      |
| Barva 139:1                     | Stensättning            |              | Barva, Södermanland |             | 59.360439, 16.797860 | 10030801390001 | Ladda upp en bild av detta fornminne      |
| Barva 140:1                     | Stensättning            |              | Barva, Södermanland |             | 59.359710, 16.802828 | 10030801400001 | Ladda upp en bild av detta fornminne      |
| Barva 146:1                     | Hällristning            |              | Barva, Södermanland |             | 59.366106, 16.786366 | 10030801460001 | Ladda upp en bild av detta fornminne      |
| Barva 149:1                     | Hällristning            |              | Barva, Södermanland |             | 59.370424, 16.806909 | 10030801490001 | Ladda upp en bild av detta fornminne      |
| Barva 149:2                     | Hällristning            |              | Barva, Södermanland |             | 59.370490, 16.806532 | 10030801490002 | Ladda upp en bild av detta fornminne      |
| Barva 149:3                     | Hällristning            |              | Barva, Södermanland |             | 59.370806, 16.806787 | 10030801490003 | Ladda upp en bild av detta fornminne      |
| Sö ATA7551/92 (Barva 151:1)     | Runristning             |              | Barva, Södermanland | Barva kyrka | 59.372026, 16.788701 | 10030801510001 | Ladda upp en till bild av detta fornminne |
| Fagervik (Barva 157:1)          | Lägenhetsbebyggelse     |              | Barva, Södermanland |             | 59.375973, 16.828073 | 10030801570001 | Ladda upp en bild av detta fornminne      |
| Dammtorp (Barva 158:1)          | Lägenhetsbebyggelse     |              | Barva, Södermanland |             | 59.370215, 16.827937 | 10030801580001 | Ladda upp en bild av detta fornminne      |
| Dröjsten (Barva 160:1)          | Lägenhetsbebyggelse     |              | Barva, Södermanland |             | 59.365529, 16.807834 | 10030801600001 | Ladda upp en bild av detta fornminne      |
| Tegeltorp (Barva 161:1)         | Lägenhetsbebyggelse     |              | Barva, Södermanland |             | 59.372582, 16.809368 | 10030801610001 | Ladda upp en bild av detta fornminne      |
| Ringmuren (Barva 163:1)         | Lägenhetsbebyggelse     |              | Barva, Södermanland |             | 59.372952, 16.803835 | 10030801630001 | Ladda upp en bild av detta fornminne      |
| Barva 170:1                     | Lägenhetsbebyggelse     |              | Barva, Södermanland |             | 59.365588, 16.754219 | 10030801700001 | Ladda upp en bild av detta fornminne      |
| Storsvedet (Barva 178)          | Lägenhetsbebyggelse     |              | Barva, Södermanland |             | 59.339150, 16.800837 | 12000000007447 | Ladda upp en bild av detta fornminne      |
| Barva 197                       | Lägenhetsbebyggelse     |              | Barva, Södermanland |             | 59.330255, 16.776387 | 12000000007466 | Ladda upp en bild av detta fornminne      |
| Lilla Wad (Barva 204)           | Lägenhetsbebyggelse     |              | Barva, Södermanland |             | 59.305441, 16.782616 | 12000000007792 | Ladda upp en bild av detta fornminne      |
| Barva 205                       | Stensättning            |              | Barva, Södermanland |             | 59.371151, 16.771952 | 12000000007793 | Ladda upp en bild av detta fornminne      |
| Barva 207                       | Gravfält                |              | Barva, Södermanland |             | 59.360092, 16.805901 | 12000000007795 | Ladda upp en bild av detta fornminne      |
| Barva 210                       | Stensättning            |              | Barva, Södermanland |             | 59.374400, 16.794659 | 12000000007800 | Ladda upp en bild av detta fornminne      |
| Barva 217                       | Stensättning            |              | Barva, Södermanland |             | 59.360815, 16.799244 | 12000000007809 | Ladda upp en bild av detta fornminne      |
| Barva 250                       | Stensättning            |              | Barva, Södermanland |             | 59.378203, 16.815613 | 12000000010693 | Ladda upp en bild av detta fornminne      |
| Barva 262                       | Röse                    |              | Barva, Södermanland |             | 59.377731, 16.809459 | 12000000010705 | Ladda upp en bild av detta fornminne      |
| Barva 264                       | Hällristning            |              | Barva, Södermanland |             | 59.373166, 16.799636 | 12000000010707 | Ladda upp en bild av detta fornminne      |
| Barva 283                       | Stensättning            |              | Barva, Södermanland |             | 59.369951, 16.823827 | 12000000010731 | Ladda upp en bild av detta fornminne      |
| Stenstugan (Barva 291)          | Lägenhetsbebyggelse     |              | Barva, Södermanland |             | 59.361403, 16.746154 | 12000000010739 | Ladda upp en bild av detta fornminne      |
| Österlida (Barva 299)           | Lägenhetsbebyggelse     |              | Barva, Södermanland |             | 59.341728, 16.815359 | 12000000010749 | Ladda upp en bild av detta fornminne      |
| Barva 302                       | Stensättning            |              | Barva, Södermanland |             | 59.373935, 16.803706 | 12000000010752 | Ladda upp en bild av detta fornminne      |
| Skogen (Barva 304)              | Lägenhetsbebyggelse     |              | Barva, Södermanland |             | 59.348270, 16.758292 | 12000000010755 | Ladda upp en bild av detta fornminne      |